# Arneštovice
Arneštovice (dříve také Arnoštovice, německy Arnestowitz) je obec ležící v okrese Pelhřimov. Žije zde 81 obyvatel a katastrální území obce má rozlohu 543 ha.
Ve vzdálenosti 14 km jižně leží město Pelhřimov, 17 km jihovýchodně město Humpolec, 25 km severovýchodně město Světlá nad Sázavou, 26 km západně město Vlašim, 38 kilometrů severozápadně od Jihlavy a 80 kilometrů jihozápadně od Prahy. Leží v údolí menšího levostranného přítoku řeky Trnavy. Náves se dvěma rybníky je protáhlá.

## Název
Název se vyvíjel od varianty in Arnosstowiczich (1403), Arnestowicz (1406), Arno stowicze (1654), Arneschtowicz a Arnesstowicze (1790), Arneštovice (1854), od roku 1886 se používá název Arneštovice. Místní jméno znamenalo ves lidí Arneštových. Pojmenování je rodu ženského, čísla pomnožného, genitiv zní Arneštovic.

## Historie
Ves byla založena pravděpodobně podle názvu v době středověké kolonizace lokátorem Arnoštem, existují spekulace, že mohlo jít o samotného prvního pražského arcibiskupa Arnošta z Pardubic. K tomu kromě doby, kdy působil na pražském arcibiskupství (1344–1364) přispívá i blízkost Červené Řečice, která patřila právě pražskému arcibiskupství. První písemná zmínka o obci pochází z roku 1403, kdy ji koupili vikáři vyšehradské kapituly od Ondřeje Šafrána z Bělé. Do roku 1886 se používal název Arnoštovice.
Od 1. dubna 1976 do 30. června 1990 byla obec součástí obce Košetice a od 1. července 1990 je samostatnou obcí.

## Obyvatelstvo
V roce 1880 tu žilo 245 českých obyvatel v 37 domech.
| Rok            | 1869 | 1880 | 1890 | 1900 | 1910 | 1921 | 1930 | 1950 | 1961 | 1970 | 1980 | 1991 | 2001 | 2011 | 2021 |
| -------------- | ---- | ---- | ---- | ---- | ---- | ---- | ---- | ---- | ---- | ---- | ---- | ---- | ---- | ---- | ---- |
| Počet obyvatel | 237  | 245  | 247  | 245  | 259  | 265  | 217  | 180  | 165  | 154  | 101  | 88   | 81   | 88   | 87   |
| Počet domů     | 37   | 37   | 39   | 39   | 39   | 41   | 42   | 42   | 37   | 34   | 30   | 37   | 37   | 37   | 38   |

## Doprava
Prochází tudy silnice III. třídy č. 12920a do Košetic a jižní částí vede silnice II. třídy č. 129. Dopravní obslužnost zajišťuje dopravce ICOM transport. Autobusy jezdí ve směrech Pelhřimov, Košetice, Křešín, Lukavec, Pacov, Tábor a Praha.

## Pamětihodnosti
- Arneštovický mlýn se původně nazýval Měřičkův. Stojí na řece Trnavě 1,5 km jihovýchodně. Písemně je připomínán v roce 1654, kdy byl označen jako pustý. Svou činnost ukončil v 50. letech 20. století. V roce 1967 jej k rekreačním účelům koupil podnik Jawa Týnec nad Sázavou. V 70. letech tu vznikl dětský tábor.[6]
- Kaple Panny Marie - stojí na návsi před domem čp. 5. Kaple ve stylu lidového baroka pochází z roku 1848.[6]
- Kříž – z roku 1875, tyčí se před kapličkou. Kříž pochází z roku 1875.[6]
- Kříž na cestě k Hořepníku z roku 1865[6]
- „Kohoutova“ kaplička na cestě k Hořepníku. Byla postavena z červených cihel v roce 1927.[6]
- Kaplička na cestě k Jiřičkám
- Boží muka a kříž „Na drnovkách“
- Kříž na cestě ke Křelovicům z roku 1902[6]
- Pomník padlým z první světové války
- Kamenný rozcestník na křižovatce silnic se nazývá lumpus, pochází z 19. století. Uvádí vzdálenosti do větších měst v okolí.[6]
- Nechvátalova usedlost čp. 7 je nejstarším a nejlépe dochovaným zdejším statkem.[6]